# Rollo de tofu

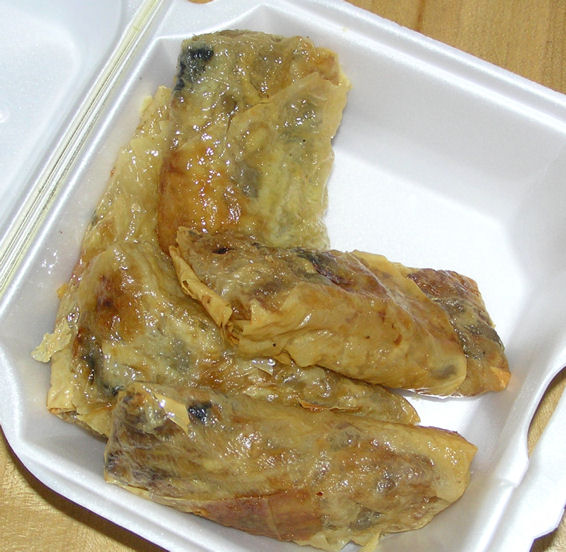
Versión frita.

El rollo de tofu o rollo de piel de tofu (chino tradicional 腐皮捲, simplificado 腐皮卷) es un tipo de dim sum. Se encuentra en los restaurantes de Hong Kong y otros países. Suelen servirse dos o tres unidades en un plato pequeño. En todos los casos, la capa exterior se hace de piel de tofu.

## Variedades
Hay varios estilos, variando los retiros desde cerdo con verdura, a pescado o ternera.

### Frito
La versión frita se conoce como fu pei gyun (腐皮捲). El primer carácter (fu) viene de tofu, aunque una versión más exacta es que la piel se hace a partir de requesón de judía. Algunos restaurantes cantoneses sirven la versión frita crujiente de noche, a menudo con mahonesa para mojar. Otro nombre es el tofu gyun (豆腐捲). Algunos ingredientes son brotes de bambú, zanahorias pequeñas, tofu, cebolletas, aceite de sésamo o brotes de judía.

### Al vapor

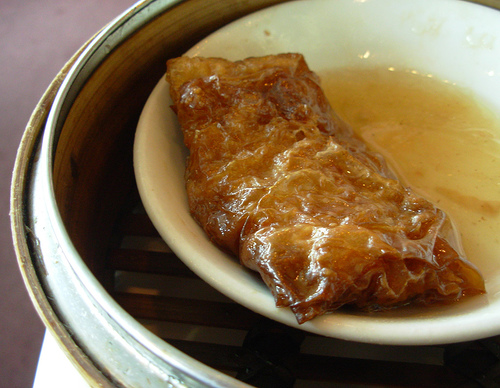
Versión al vapor.

La versión de bambú al vapor suele conocerse como sin jyut gyun (鮮竹捲). Se envuelve en piel de tofu seca (腐竹, fu zhu). Durante el proceso de cocción, la piel de tofu se hidrata, lo que hace al rollo muy blando y tierno. Esta es la versión servida más comúnmente como dim sum durante las sesiones yum cha. Los rollos de tofu al vapor contienen a menudo brotes de bambú.